# Synallaxis scutata
Synallaxis scutata là một loài chim trong họ Furnariidae.
Nó được tìm thấy ở Bolivia, Brazil và tây bắc Argentina. Môi trường sống tự nhiên của nó là rừng khô nhiệt đới hoặc cận nhiệt đới và rừng ẩm thấp nhiệt đới hoặc cận nhiệt đới.

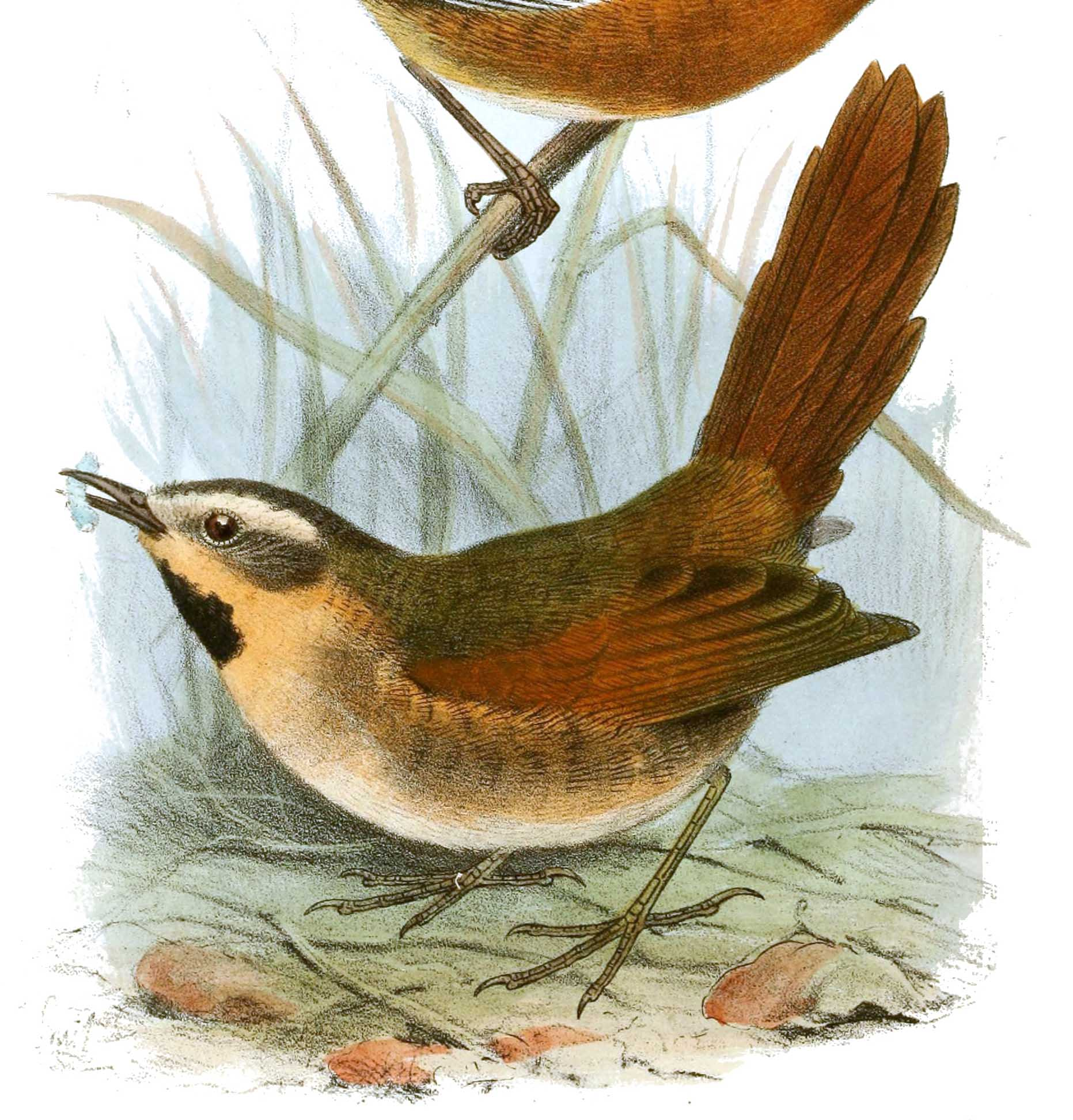